# Alessio Prati
Alessio Prati (Ferrara, 19 luglio 1750 – Ferrara, 17 gennaio 1788) è stato un compositore italiano.

## Biografia
Nacque il 19 luglio 1750 da Giuseppe Prati, dilettante di musica, e Rosalba Finotti. Dopo la prematura morte del padre, suo primo insegnante (1760), studiò con Pietro Marzola, maestro di cappella della Cattedrale di Ferrara e, su suggerimento di Niccolò Piccinni, dal 1768 proseguì gli studi al conservatorio di Santa Maria di Loreto a Napoli; concluse la propria formazione studiando contrappunto sotto la guida di Alessandro Speranza a Roma nel 1774-5. Le sue prime attività musicali vennero tenute in Francia, dove fu insegnante di clavicembalo e di canto a Marsiglia per due anni. Ivi compose i suoi primi lavori strumentali, che furono eseguiti dai famosi Concert Spirituel, e la sua prima opera, L'école de la jeunesse ou le Barnevelt français, la quale fu data al Théâtre Italien di Parigi nel 1779 incontrando ampi consensi.

## Attività
Nel 1782, su invito del Gran Duca Pavel Petrovich Romanov, Prati si recò a San Pietroburgo, dove diede tre concerti nel marzo dell'anno successivo, tra i quali si ricorda la rappresentazione degli oratori Giuseppe riconosciuto, Gioas e la composizione di diverse romanze in lingua italiana e francese dedicate alla Zarina Maria Fëdorovna. Nello stesso anno tornò in Italia passando per Varsavia (1782, al servizio della Duchessa di Curlandia) e Vienna (1784), dove venne rappresentata con successo una sua Armida abbandonata su libretto di Gaetano Sertor, a cui assistette anche Leopold Mozart. A Ferrara nel 1784 non riuscì a succedere a Marzola nella carica di direttore della cappella del duomo, ottenendo solamente, dal 1786, quella di vice-maestro a fianco di Brizio Petrucci. Sempre nel 1784 ebbe iniziò la sua affermata attività di compositore d'opere serie con l'Ifigenia in Aulide, data a Firenze. Negli anni successivi scrisse altri lavori teatrali per i teatri di Firenze, Monaco, Napoli e Venezia. Grande successo ottennero La vendetta di Nino o Morte di Semiramide" (Firenze, La Pergola 1786), grazie a cui intraprese una relazione con il soprano Cecilia Giuliani, e il Demofoonte (Venezia 1787). 

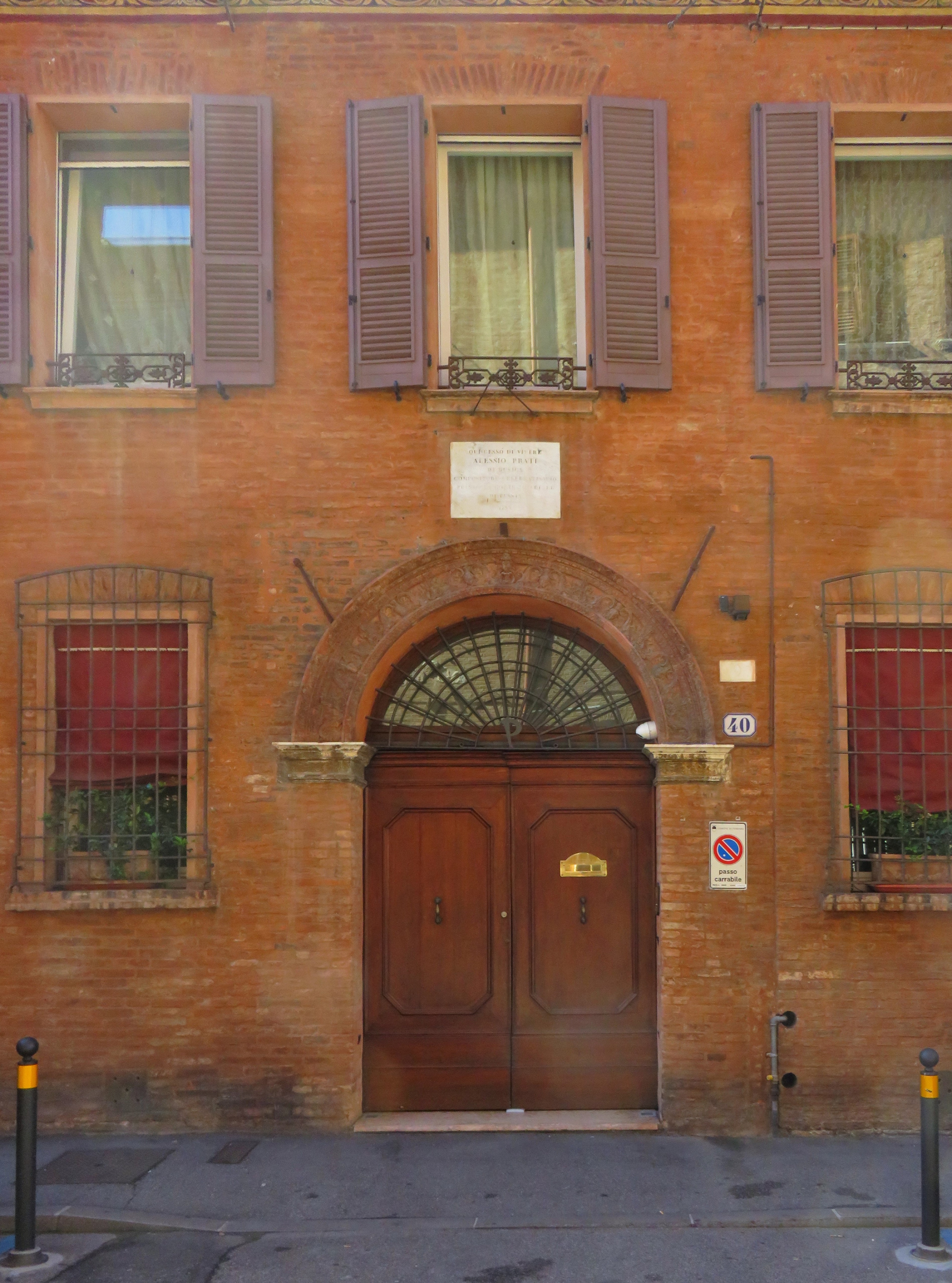
Casa dove morì il musicista, a Ferrara

## Morte
La sua promettente carriera compositiva fu improvvisamente interrotta dalla prematura morte avvenuta il 17 gennaio 1788. Nel 1791 Leopoldo II d'Austria, Gran Duca di Toscana all'epoca della rappresentazione fiorentina de La Vendetta di Nino, sceglierà proprio l'opera del Prati per promuovere a Vienna una restaurazione dell'opera seria italiana. Una targa sulla casa di via Voltapaletto a Ferrara ricorda il luogo della sua morte.

## Curiosità
Ad Alessio Prati è dedicato un rinomato coro, con sede nella città di Ferrara.